# Вулиця Мусліма Магомаєва
Вулиця Мусліма Магомаєва — вулиця у місцевості Нагірний Соборного району Дніпра.
Вулиця тягнеться з півночі на південь на 350 метрів від площі Шевченка до вулиці Дмитра Донцова.

## Історія

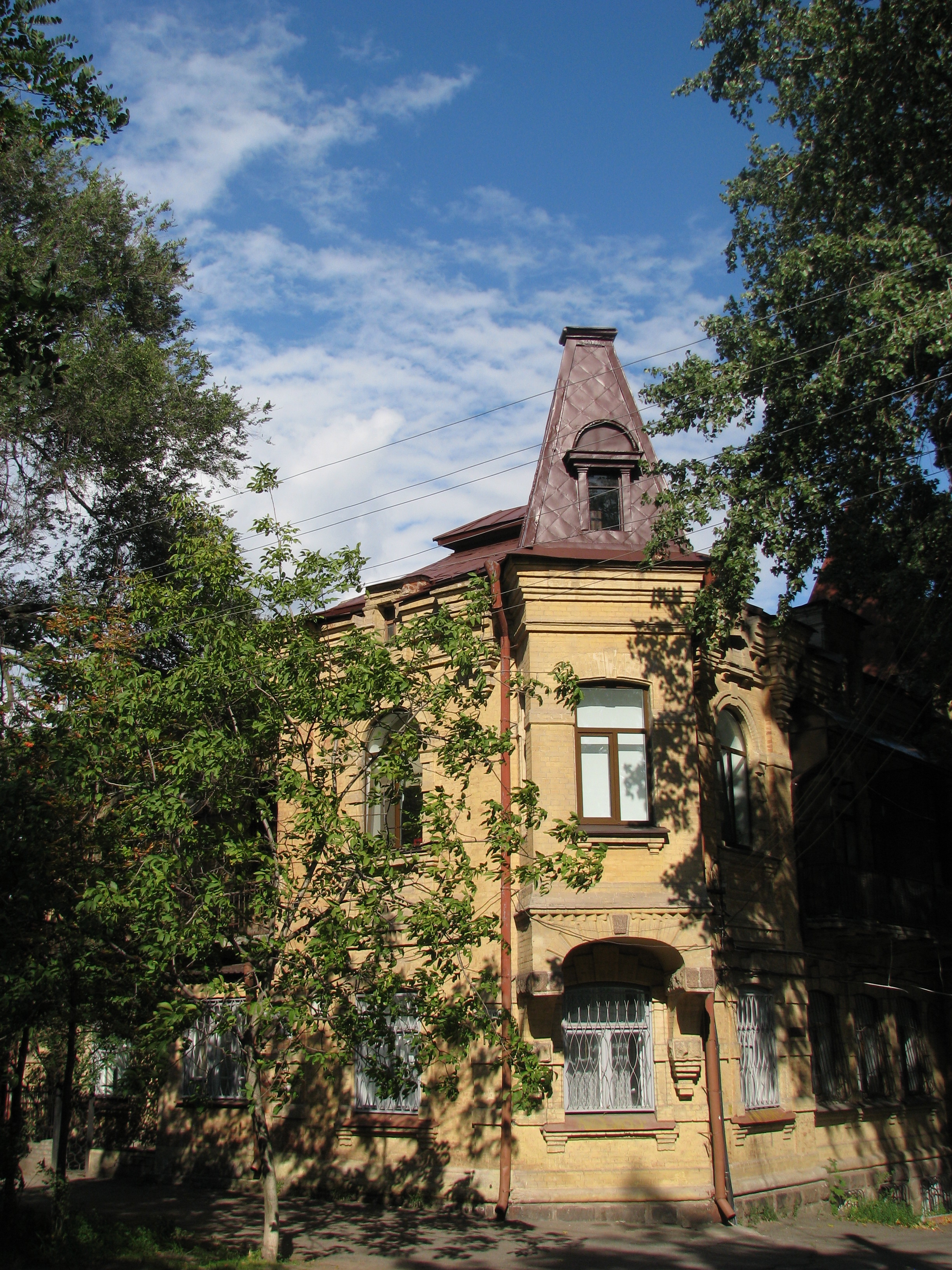
Мусліма Магомаєва, 19. 1910 рік

Вулиця була спроєктована як симетрична до сучасної вулиці Єфремова. Вона мала носити назву Окружна. Проте вулиця отримала назву Палацової (рос. Дворцовая), за розташованим неподалік Потьомкінським палацом та дерев'яними палацами Новоросійських губернатора, віцегубернатора та архієпископа, що спорудила на початку 1790-х років. Палаци Катеринославських можновладців мали чудовий вигляд на Дніпровську Луку — вигин річки у який вкидала води розлога Самара.
Забудовуватися вулиця почала на початку XIX ст. 1923 року вулиця перейменовану на Троцьку на честь революціонера-більшовика Лева Троцького. У 1928—1956 роках називалася Морською, у 1956—2019 — 8 березня.
У 2019 перейменована на честь радянського азербайджанського й російського оперного та естрадного кремлівського співака Мусліма Магомаєва, який мешкав у готелі на цій вулиці під час гастролей у місті у 1965 році. Перейменування було ініційовано понад 30-тисячною азербайджанською діаспорою міста, що також хочуть звести культурний центр Азербайджану й влаштувати парк громади поблизу вулиці.

## Перехресні вулиці
- Площа Шевченка
- Вулиця Івана Акінфієва
- Вулиця Дмитра Донцова

## Будівлі
- № 15 — у катеринославському будинку XIX ст. зберігся оригінальний балкон та елементи кування.
- № 19 — катеринославська приватна садиба; за радянської влади — вчительський інститут. Цікаві баштова форма даху, які не збереглися у центральній частині міста. Під час Другої світової війни у двір будинку влучали три бомби.